# Smart Cargo

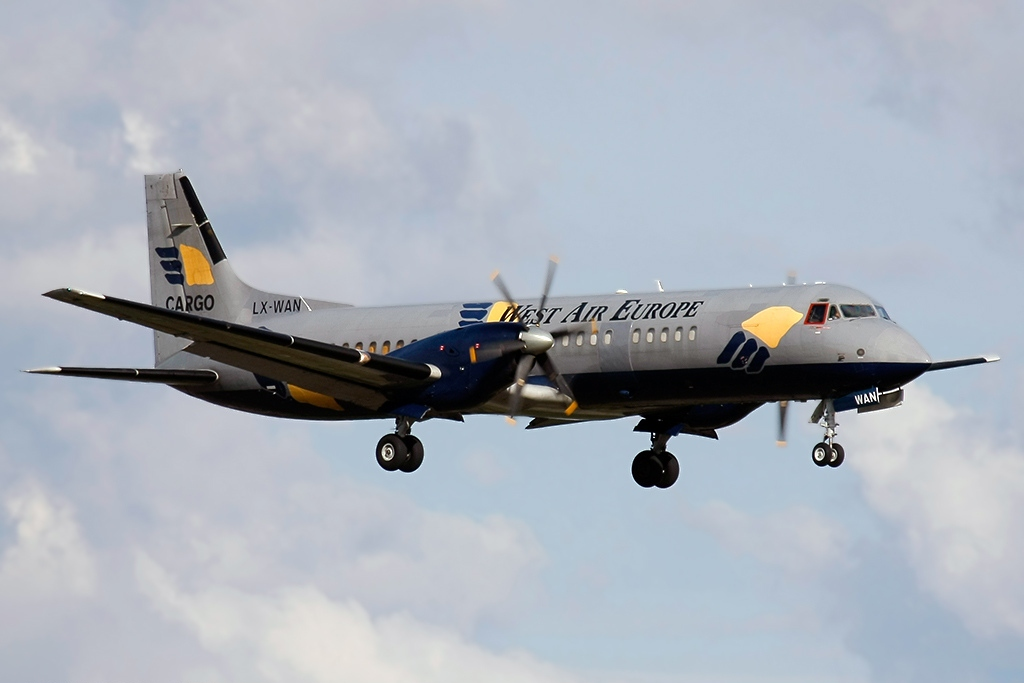
BAe ATP der ehemaligen West Air Luxembourg

Logo der ehemaligen West Air Luxembourg

Smart Cargo (ehemals West Air Luxembourg) ist eine luxemburgische Frachtfluggesellschaft mit Sitz in Senningerberg und Basis auf dem Flughafen Luxemburg. Sie ist eine Tochtergesellschaft der FAST Logistics Luxembourg.

## Geschichte
Smart Cargo wurde 2001 als West Air Luxembourg gegründet. Ab 2011 wurde sukzessive das operative Geschäft der ehemaligen Muttergesellschaft West Air Sweden übernommen. Im Dezember 2013 wurde die Gesellschaft an FAST Logistics Luxembourg verkauft und 2014 in Smart Cargo umbenannt.

## Flugziele
Smart Cargo bot Linien- und Charter-Frachtflüge innerhalb Europas an.

## Flotte
Mit Stand Juni 2017 besitzt Smart Cargo keine eigenen Flugzeuge. In der Vergangenheit wurden BAe ATP-Frachtflugzeuge eingesetzt.